# Osmo Kaila
Pour les articles homonymes, voir Kaila.
Osmo Ilmari Kaila est un joueur d'échecs et un problémiste finlandais né le 11 mai 1918 à Helsinki et mort le 3 juin 1991 dans la même ville.

## Biographie et carrière
Kaila remporta le championnat de Finlande à deux reprises (1939 et 1954) et reçut le titre de maître international en 1952.
Osmo Kaila représenta la Finlande lors de l'Olympiade d'échecs de 1952 ainsi que lors de l'olympiade non officielle de 1936, marquant 13 points sur 20 au septième échiquier en 1936 et 6 points sur 11 au troisième échiquier en 1952.
Kaila était également juge international pour la composition échiquéenne à partir de 1958 et reçut le titre de maître de la Fédération internationale pour la composition échiquéenne décerné par la Commission permanente pour la composition échiquéenne.

## Ouvrages
- (fi) Osmo Kaila (éd.), Jokamiehen ajanvietepelikirja : 50 suositeltavaa ajanvietepeliä, Helsinki, Propaganda-aseveljet, 1943

- (fi) Osmo Kaila, Esmo Ridala (éd.), Akateeminen shakkiliitto 1935-1955, Lahti, 1956

- (fi) Bruno Breider, Aarne Dunder, Osmo Kaila (éd.), 123 suomalaista lopputehtävää : kokoelma valiotehtäviä vuosilta 1946-71, WSOY, 1972

- (fi) Osmo Kaila, Bruno Breider, Kerttu Örlund (éd.), Lauantaishakkia : 363 Suomen Sosialidemokraatissa julkaistua tehtäväshakkipalstaa 24.12.1964-31.12.1971, Helsinki, Kansanvalta, 1975